# Burg Waldeck (Schwarzwald)
Die Burgruine Waldeck ist die Ruine einer Spornburg auf einem 410 m ü. NN hohen Felssporn über dem Nagoldtal und dem kleinen Ort Kohlerstal bei der Stadt Calw im Landkreis Calw in Baden-Württemberg.

## Geschichte
Wann diese Burg errichtet wurde, ist unklar. 1140 wird erstmals ein Ortwin von Waldeck erwähnt. Die ältesten erhaltenen Baureste datieren nicht vor 1200. Die Herren von Waldeck waren „grafenähnlichen“ Standes und hatten sich im Laufe des 13. Jahrhunderts ein umfangreicheres Territorium erwirtschaftet. Mehrere Gütervergaben an Klöster zeugen von ihrer Prosperität. Diese dürfte nicht zuletzt durch die Ausbeutung der nahegelegenen Silberminen von Neubulach begünstigt worden sein. Jedoch scheint der Einfluss der Waldecker in der Region zu stark geworden zu sein, so dass sich ihre Lehnsherren, die Grafen von Hohenberg, veranlasst sahen, mehrere Waldecker Burgen zweimal, 1279 und 1284, zu belagern. Die zweite Belagerung erfolgte mit Unterstützung des habsburgischen Königs Rudolf von Habsburg und endete mit der Zerstörung der Burgen.
Nach der Zerstörung wurde Albrecht von Hohenberg Besitzer und baute die Burg wieder auf. Er setzte derer von Waldeck als Vögte ein, die sich heimlich mit den Herren von Baden zusammenschlossen und 1287 derer von Hohenberg besiegten. Durch ihren Sieg wurden sie edelfrei. Mit dem Aussterben der Linien derer von Waldeck 1417 und 1553 ging die Burg an Württemberg.
Mehrere Quellen berichten übereinstimmend von fünf Burgen auf einem Berg („quinque castra in uno monte“). Diese Angabe wurde lange bezweifelt. Jedoch haben Untersuchungen im Vorfeld der Ruine Waldeck ergeben, dass auf dem Bergsporn westlich von ihr drei weitere Burgen existierten. Durch Buckelquadermauerwerksreste weisen sich alle drei als Bauwerke des 13. Jahrhunderts aus. Demnach ist die Quellenüberlieferung von mehreren Burgen auf einem Berg korrekt. Die fehlende fünfte Burg könnte in einem Turm gesehen werden, der separat auf einem Felsklotz stand, welcher der westlichen Burg vorgelagert war.
Nach der Zerstörung müssen mehrere Burgen wieder aufgebaut worden sein. Diese wurden jedoch spätestens im 15. Jahrhundert wieder aufgegeben und nur die heute bekannte, gut erhaltene Ruine Waldeck bis ins 17. Jahrhundert weiter ausgebaut und bewohnt. Vermutlich wurde die Anlage 1688 im Pfälzischen Erbfolgekrieg durch französische Truppen endgültig zerstört.

## Beschreibung
Von den Burgen auf dem Sporn westlich der Ruine Waldeck sind nur noch Grundmauerreste, teilweise in Buckelquaderwerk, erhalten. Die Ruine selbst zeigt auf dem zentralen Felsen Reste eines kompakten Baus, bestehend aus einem Wohngebäude und dem Bergfried. Sie dürften nach der Zerstörung von 1284 entstanden sein. Umfangreiche Außenwerke sind mehreren Bauphasen des Spätmittelalters und der frühen Neuzeit zuzuordnen.
Die Burg bildet eine Einheit mit ihren Vorburgen. Von diesen sind nur noch Grundmauerreste, teilweise in Buckelquaderwerk erhalten. Die Burgen verteilen sich auf 180 m eines felsigen Kammes.